# Deutschland Cup 2012
23. ročník hokejového turnaje Deutschland Cup se konal od 9. do 11. listopadu 2012 v Mnichově. Vyhrála jej hokejová reprezentace Německa.

## Výsledky
| 9. listopadu 2012 16:00 | Švýcarsko | 3:2 (1:0, 2:1, 0:1) | Slovensko | Olympia Eishalle, Mnichov Návštěvnost: 2 852 |  |

| Přehled                                                     |                                                             |  |                                        |
| 0:16 Kevin Romy 34:22 Simon Bodenmann 38:12 Simon Bodenmann | 0:16 Kevin Romy 34:22 Simon Bodenmann 38:12 Simon Bodenmann |  | 37:41 Marcel Hossa 55:42 Boris Valábik |

| 9. listopadu 2012 19:45 | Německo | 3:2 (0:0, 1:0, 2:2) | Kanada | Olympia Eishalle, Mnichov Návštěvnost: 5 400 |  |

| Přehled                                                 |                                                         |  |                                    |
| 31:41 Marcus Kink 41:03 Frank Hördler 54:01 Nikolai Goc | 31:41 Marcus Kink 41:03 Frank Hördler 54:01 Nikolai Goc |  | 42:30 Mark Katic 58:25 Nigel Dawes |

| 10. listopadu 2012 16:15 | Německo | 2:0 (1:0, 0:0, 1:0) | Švýcarsko | Olympia Eishalle, Mnichov Návštěvnost: 5 500 |  |

| Přehled                                     |
| 4:40 Christoph Ullmann 59:53 Philip Gogulla |

| 10. listopadu 2012 19:45 | Kanada | 2:5 (1:0, 0:3, 1:2) | Slovensko | Olympia Eishalle, Mnichov Návštěvnost: 4 800 |  |

| Přehled                              |                                      |  |                                                                                                 |
| 18:38 Nigel Dawes 51:34 Karl Stewart | 18:38 Nigel Dawes 51:34 Karl Stewart |  | 25:51 Libor Hudáček 30:17 Marcel Hossa 38:31 Peter Ölvecký 57:41 Ivan Baranka 59:05 Juraj Mikúš |

| 11. listopadu 2012 13:00 | Švýcarsko | 6:1 (1:1, 1:0, 4:0) | Kanada | Olympia Eishalle, Mnichov Návštěvnost: 4 700 |  |

| Přehled                                                                                                   | |  |                   |
| 15:32 Ryan Gardner 31:50 Tim Ramholt 41:25 Roman Wick 53:35 Tim Ramholt 55:03 Kevin Romy 57:21 Roman Wick | 15:32 Ryan Gardner 31:50 Tim Ramholt 41:25 Roman Wick 53:35 Tim Ramholt 55:03 Kevin Romy 57:21 Roman Wick |  | 7:10 Jamie Fraser |

| 11. listopadu 2012 16:45 | Slovensko | 0:2 (0:0, 0:0, 0:2) | Německo | Olympia Eishalle, Mnichov Návštěvnost: 5 600 |  |

| Přehled |  |  |                                                |
|         |  |  | 49:36 Alexander Barta 50:27 Garrett Festerling |

## Konečná tabulka
| Poř. | Tým       | Z | V | VP | PP | P | Skóre | B |
| ---- | --------- | - | - | -- | -- | - | ----- | - |
| 1.   | Německo   | 3 | 3 | 0  | 0  | 0 | 7:2   | 9 |
| 2.   | Švýcarsko | 3 | 2 | 0  | 0  | 1 | 9:5   | 6 |
| 3.   | Slovensko | 3 | 1 | 0  | 1  | 2 | 7:7   | 3 |
| 4.   | Kanada    | 3 | 0 | 0  | 1  | 3 | 5:14  | 0 |

## Soupisky týmů
1.  Německo 

Brankáři: Dimitrij Kotschnew, Dennis Endras, Rob Zepp.

Obránci: Florian Ondruschka, Jen Baxmann, Benedikt Kohl, Felix Petermann, Frank Hördler, Nikolai Goc, Sinan Akdağ, Moritz Müller.

Útočníci: Jerome Flaake, Michael Wolf, Marcus Kink, Kai Hospelt, Marcel Müller, Martin Buchwieser, Frank Mauer, Alexander Barta, Thomas Greilinger, Christoph Ullmann, Garret Festerling, Felix Schütz, Dadniel Pietta, Philip Gogulla, David Wolf.

Trenéři: Pat Cortina, Niklas Sundblad, Clement Jodoin.
2.  Švýcarsko 

Brankáři: Reto Berra, Martin Gerber.

Obránci: Alessandro Chiesa, Romain Loeffel, Tim Ramholt, Patrick Geering, Eric Blum, Patrick Von Gunten, Clarence Kparghai, Robin Grossmann.

Útočníci: Andres Ambühl, Roman Wick, Simon Bodenmann, Inti Pestoni, Victor Stancescu, Reto Suri, Fabian Schnyder, Daniel Rubin, Ryan Gardner, Patrik Bärtschi, Denis Hollenstein, Dario Bürgler, Kevin Romy, Julien Walker.

Trenéři: Sean Simpson, Markus Studer.
3.  Slovensko 

Brankáři: Peter Hamerlík, Jaroslav Janus.

Obránci: Martin Štajnoch, Michal Sersen, Ivan Baranka, Marek Ďaloga, Boris Valábik, Juraj Mikuš, Richard Stehlík, Kristián Kudroč.

Útočníci: Michal Chovan, Radoslav Tybor, Peter Galambos, Marek Hovorka, Mário Bližňák, Andrej Šťastný, Tomáš Marcinko, Juraj Mikúš, Marcel Hossa, Peter Ölvecký, Marcel Haščák, Libor Hudáček, Michel Miklík, Branko Radivojevič.

Trenéři: Vladimír Vůjtek, Peter Oremus.
4.  Kanada 

Brankáři: Tyler Weiman, Sebastien Caron.

Obránci: Mathieu Roy, Shawn Belle, Brett Festerling, Chris Lee, Marc Zanetti, Mark Katic, Jamie Fraser, Richie Regehr.

Útočníci: Karl Stewart, Nigel Dawes, Yanick Lehoux, Julian Talbot, Norm Milley, Dustin Boyd, Matt Pettinger, Connor James, Mark Bell, Carsen Germyn, Adam Mitchell, Stephen Dixon.

Trenéři: Rick Chernomaz, Doug Mason, Fred Brathwaite.